# 卡斯特尔达恰
卡斯特尔达恰（義大利語：Casteldaccia），是意大利西西里大区巴勒莫广域市的一个市镇。总面积33.98平方公里，人口11030人，人口密度324.6人/平方公里（2009年）。ISTAT代码为082023。